# 小林麗菜
小林 麗菜（こばやし れいな、1995年3月2日 - ）は、日本のグラビアアイドル、タレント。埼玉県熊谷市出身。パールダッシュ所属。

## 人物
特技：ダンス（ヒップホップ）、スケボー、サーフィン、習字（7段）。
洋楽が好き。小林麗菜のファンのことをれいんずという。

## 出演

### 映画
- パラダイス・キス（2011年、ワーナー・ブラザース映画） - クラスメイト 役
- 女子高生ミステリーサークル 身代り人形アリア（2011年）
- ブルックリン橋をわたって（2011年） - クラスメイト 役
- めぐみへの誓い（2021年） - 金賢姫 役

### テレビドラマ
- マジすか学園2（2011年、テレビ東京） - ヤンキー 役
- 鳳神ヤツルギ2（2012年、千葉テレビ） - 天海恵美 役
- もこみちのMIDNIGHT KITCHEN（2014年、日本テレビ） - アシスタントプロデューサー 役
- アイムホーム（2015年、テレビ朝日） - 社長秘書 役[2]
- 青春探偵ハルヤ〜大人の悪を許さない!〜（2015年12月4日、読売テレビ） - 富田リカ 役[3]
- 正直不動産 最終話（2022年6月7日、NHK） - 不動産屋の客 役

### テレビ番組
- テストの花道（2011年4月 - 、NHK教育） - 第2期生
- シューイチ（2013年4月 - 2014年3月、日本テレビ） - 第3期シューイチガールズ。天気キャスターが主。
- 村上マヨネーズのツッコませて頂きます!（2014年4月 - 、関西テレビ） - なんでやねんガールズ[4]
- 一夜づけ（2014年4月 - 、テレビ東京）
- 王様のブランチ（2015年10月10日 - 、TBS） - ブランチリポーター[5]
- プチブランチ（2022年10月 - 、TBS） - 同上
- あこがれの世界クルーズ紀行（2022年4月2日 - 、BSJapanext）[6]

### ラジオ
- ZAPPA（2020年4月6日[7] - 2021年3月29日[8]、J-WAVE） - 月曜日ナビゲーター
- MORNING VOYAGE（2021年4月2日 - 2024年3月29日 、J-WAVE） - 金曜日ナビゲーター[9]
- ヤーレンズのダダダ団!（2024年10月21日 - 、朝日放送ラジオ） - 準レギュラー

### CM
- ソフトバンクモバイル（2010年8月）
- ラウンドワン（見返り美人）
- DHCプロテインダイエット

### その他
- 横浜学園パンフレット（2010年7月）